# Jesper Hall
Jesper Hall, född 15 juli 1971, är en svensk internationell mästare i schack och FIDE Senior Trainer. Jesper Hall har skrivit ett flertal schackböcker för nybörjare och fortsättare, flera av dem har också blivit översatta till andra språk. 
Jesper Hall var riksinstruktör på Sveriges Schackförbund 2010-2020, och sedan 2014 leder han ECU Education med uppdrag att utveckla schack till ett pedagogiskt verktyg i Europa.
Framtill 2021 var han ansvarig för den norska satsningen "Flere mot sjakktoppen" och från augusti 2021 är han chefstränare i klubben Uppsala SSS.
2022 anställdes Hall av noctie.ai som Content Manager med uppdrag att utforma innehållet i deras AI-schackcoach. Samma år blev han även Training Coordinator för "The level-Up Program" hos Offerspill, den tidigare världsmästaren Magnus Carlsens schackklubb i Norge. Målet är att skapa den främsta talangprogrammet i Europa. Under åren 2022-2024 är Hall även anställd som projektledare vid Stockholms Schackförbund för projektet "Vi spelar ihop!". 
Mellan 2022-2024 var Jesper Hall projektledare för "Vi spelar ihop", ett projekt om generationsmötet vid schackbrädet, i samarbete med Stockholms Schackförbund. Sedan 2025 är han anställd av förbundet som projektledare. 
Sedan årsskiftet 2025 har Hall även större konsultuppdrag för eChess.com och Skoleskak. 
Vid sidan av schack har Hall varit verksam som teaterregissör och kulturproducent. År 2006 debuterade Hall med romanen Kärleken den röda.